# 다다역 (도치기현)
다다역(일본어: 多田駅, たぬまえき)은 일본 도치기현 사노시에 있는 도부 철도 사노 선의 역이다. 역 번호는 TI 38이다.

## 역사
- 1894년 3월 20일: 영업 개시. 역사 앞에 기념비가 건립되었다.
- 1973년 9월 1일: 역 무인화, 간이 위탁 개시.
- 2007년 10월: 역사 개축.

## 역 구조
상대식 승강장 2면 2선의 지상역이고, 무인역이다. 다음 역인 구즈 역 플랫폼은 1선 뿐이어서 운행이 많은 아침 저녁 시간대는 본 역에서 교행이 설정되어 있다. 상하행선간 비어 있는 것은 과거 한창이던 석회석 수송 화물 열차용의 중선이 설치되었기 때문이다.
2007년 10월에 신축된 역사는 다테바야시 방향 측에 있고, 구즈 방면 승강장으로는 과선교에 의하여 연결된다. 신역사 공용 개시 후에 기존의 목조 역사는 해체되었다. 구즈 방향 플랫폼에 대합실이 있다.승차권은 역전 민가에서 발매하고 있다.

### 승강장
| 번호 | 노선    | 방향 | 행선            |
| ---- | ------- | ---- | --------------- |
| 1    | 사노 선 | 상행 | 다테바야시 방면 |
| 2    | 사노 선 | 하행 | 구즈 행         |

## 역 주변
- 사노 시립 다다 초등학교
- 다누마 공단
- 도치기현도 136호 다다 정차장선
- 국도 제293호선

## 사진

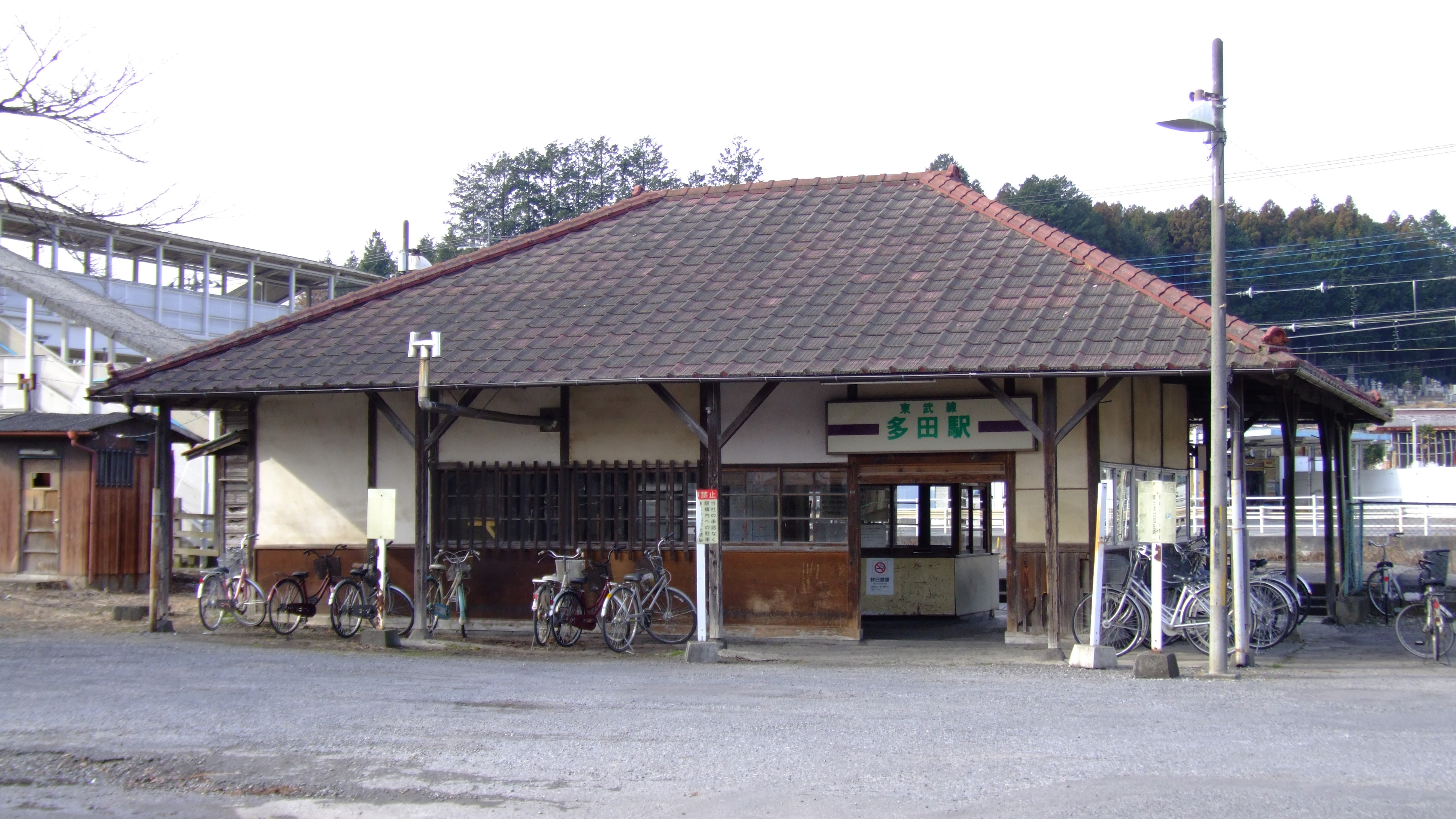
옛 역사(2007년 1월)

## 인접역
| 도부 철도 사노 선            | 도부 철도 사노 선 | 도부 철도 사노 선    |
| ---------------------------- | ----------------- | -------------------- |
| TI 37 다누마 다테바야시 방면 |                   | 구즈 TI 39 구즈 방면 |